# 弗里尼 (马恩省)
弗里尼（法語：Vrigny，法語發音：[vʁiɲi] ⓘ）是法国马恩省的一个市镇，属于兰斯区。

## 地理
弗里尼（49°14'2"N, 3°54'48"E）面积4.46 平方千米，位于法国大東部大區马恩省，该省份为法国东北部内陆省份，北起阿登省，西北接埃纳省，西南接塞纳-马恩省，南至奥布省，东南接上马恩省，东临默兹省。
与弗里尼接壤的市镇（或旧市镇、城区）包括：库洛姆拉蒙塔涅、格镇、梅里-普雷姆西、奥尔姆、蒂卢瓦。

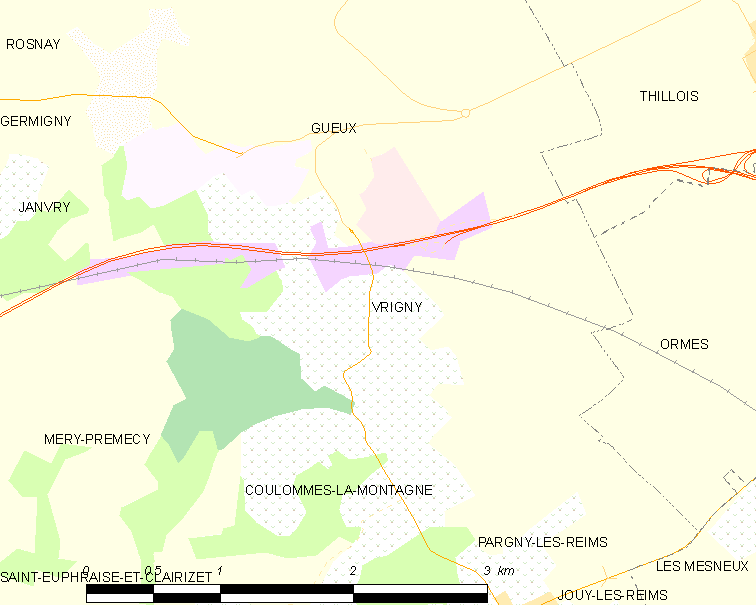
的OSM定位图

弗里尼的时区为UTC+01:00、UTC+02:00（夏令时）。

## 行政
弗里尼的邮政编码为51390，INSEE市镇编码为51657。

## 政治
弗里尼所属的省级选区为菲姆-兰斯山县。

## 人口

1962-2008年间人口变化图示

弗里尼于2022年1月1日时的人口数量为240人。